# 1 Grupa Łączności

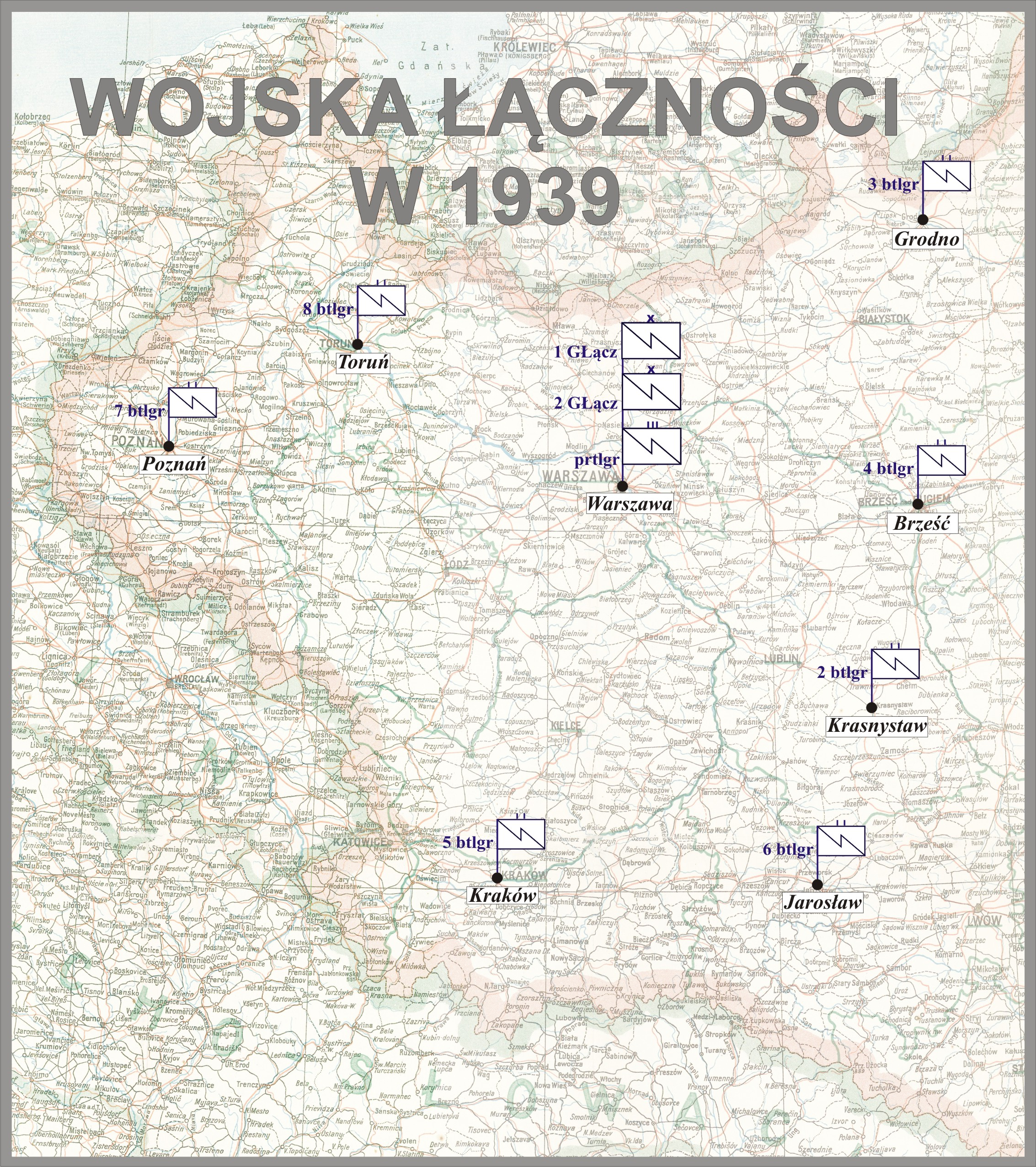
Wojska Łączności w 1939 przed wybuchem II wś

1 Grupa Łączności (1 GŁącz) - związek organizacyjny łączności Wojska Polskiego.
Wiosną 1929 została wprowadzona nowa organizacja wojsk łączności, której cechą charakterystyczną było oddzielenie spraw dowodzenia od administracji (służba łączności). W nowej organizacji powołano do życia Szefostwo Łączności Ministerstwa Spraw Wojskowych, Centrum Wyszkolenia Łączności oraz trzy dowództwa grup łączności, a także utworzono stanowiska szefów łączności we wszystkich trzydziestu dywizjach piechoty. Dowódcy grup łączności byli niezależni od szefa Szefostwa Łączności MSWojsk. (mjr łącz. inż. Kazimierz Goebel) i podlegali bezpośrednio generałowi Kazimierzowi Fabrycemu, II wiceministrowi spraw wojskowych, a od 31 lipca 1931 - I wiceministrowi spraw wojskowych.
Dowództwo 1 Grupy Łączności zostało utworzone w Warszawie, a jego skład osobowy wyłoniony spośród oficerów byłego Departamentu Inżynierii MSWojsk. Na stanowisko dowódcy grupy został wyznaczony ppłk łącz. inż. Emil Kaliński. Pierwszym oficerem sztabu został mjr łącz. Jan Kaczmarek, natomiast drugim oficerem sztabu kpt. łącz. Fryderyk Kazimierz Schön. Ten ostatni zastąpił kpt. łącz. Stefana Śliwowskiego, który przybył z pułku radiotelegraficznego, a po trzech miesiącach służby na stanowisku II oficera sztabu został przeniesiony do Biura Personalnego MSWojsk.
Dowództwu grupy zostały podporządkowane następujące oddziały i pododdziały łączności:
- pułk radiotelegraficzny w Warszawie,
- 1 pułk łączności w Zegrzu,
- 9 samodzielny batalion łączności w Brześciu,
- 3 kompania szkolna łączności,
- 4 kompania szkolna łączności w Łodzi,
- stacja radiotelegraficzna MSWojsk. w Warszawie,
- stacja radiotelegraficzna „Wilno” w Wilnie[5],
- 15 detaszowana kompania łączności OWar. „Wilno” w Wilnie.

We wrześniu 1930 mjr łącz. Jan Kaczmarek został przeniesiony do 2 pułku łączności na stanowisko dowódcy 4 batalionu telegraficznego. Na stanowisku I oficera sztabu zastąpił go mjr łącz. Wincenty But, dotychczasowy dowódca batalionu w 1 pułku łączności. W tym samym czasie do Dowództwa 1 GŁącz przybył kpt. łącz. Aleksander Warchałowski z Instytutu Badań Inżynierii.
2 lipca 1930 Minister Spraw Wojskowych wydał rozkaz w sprawie wprowadzenia w życie drugiej fazy organizacji wojsk łączności. Rozformowany został wówczas 2 pułk łączności w Jarosławiu. Samodzielne bataliony łączności (5 w Krakowie, 7 w Poznaniu i 9 w Brześciu) zostały przeformowane w bataliony telegraficzne. Sformowano cztery bataliony telegraficzne (2, 3, 4 i 6) i trzy plutony konne telegraficzne. Stacje radiotelegraficzne przemianowano na plutony radiotelegraficzne.
Z dniem 1 września 1931 został zmniejszony skład osobowy Dowództwa 1 GŁącz (P.S. 10-740 skład osobowy Nr 1) o stanowiska II i III oficera sztabu oraz trzech urzędników kat. III (pozostał jeden urzędnik III kat.).
3 listopada 1931 Minister Spraw Wojskowych wydał rozkaz w sprawie reorganizacji wojsk łączności. W ramach przeprowadzonej reorganizacji między innymi zostało zlikwidowane Dowództwo 3 Grupy Łączności w Przemyślu i 1 pułk łączności w Zegrzu.
Pod koniec 1931 organizacja pokojowa grupy przedstawiała się następująco:
- Dowództwo 1 Grupy Łączności w Warszawie,
- pułk radiotelegraficzny w Warszawie,
- kadra 3 batalionu telegraficznego w Grodnie,
- kadra 4 batalionu telegraficznego w Brześciu,
- kadra 8 batalionu telegraficznego w Toruniu,
- kadra 6 kompanii szkolnej łączności w Krasnymstawie,
- kompania łączności OWar. „Wilno” w Wilnie,
- 1 pluton radiotelegraficzny w Warszawie,
- 2 pluton radiotelegraficzny  w Wilnie,
- 5 pluton radiotelegraficzny w Starogardzie,
- 6 pluton radiotelegraficzny w Równem.

oraz kompanie telegraficzne dywizji piechoty.
Z dniem 16 listopada 1932 zostali powołani na III pięciomiesięczny informacyjny kurs dla oficerów sztabowych łączności przy Ministerstwie Poczt i Telegrafów: ppłk łącz. inż. Emil Kaliński, w charakterze wojskowego kierownika kursu do 31 grudnia 1932 z równoczesnym pełnieniem obowiązków dowódcy 1 GŁącz. i ppłk łącz. Tadeusz Argasiński, w charakterze wojskowego kierownika kursu od 1 stycznia do 15 kwietnia 1933 z równoczesnym pełnieniem obowiązków dowódcy 2 GŁącz. oraz mjr łącz. Wincenty But z 1 GŁącz. i mjr łącz. Zenon Konarski z 2 GŁącz., w charakterze słuchaczy. W okresie od 1 stycznia do 15 kwietnia 1933 ppłk łącz. inż. Emil Kaliński został przeniesiony do dyspozycji Ministerstwa Poczt i Telegrafów, a następnie został przeniesiony w stan nieczynny. 10 maja 1933 wymieniony oficer został ministrem poczt i telegrafów i pozostawał na tym urzędzie do września 1939.
W styczniu 1933 zostało zlikwidowane Dowództwo 2 Grupy łączności, a jej skład osobowy przeniesiony do Dowództwa 1 Grupy Łączności: ppłk łącz. Tadeusz Argasiński, na stanowisko dowódcy, mjr łącz. Zenon Konarski i mjr łącz. mgr Leon Gołębiowski.
Z dniem 1 grudnia 1934 Dowództwo 1 GŁącz zostało zlikwidowane, a jednostki przeszły w podporządkowanie Dowództwa Łączności MSWojsk. Z dniem 1 grudnia 1934 zostali przeniesieni: ppłk łącz. Tadeusz Argasiński do Ministerstwa Poczt i Telegrafów na sześciomiesięczną praktykę (wymieniony oficer objął później funkcję wiceministra poczt i telegrafów), ppłk łącz. Aleksander Stanisław Kornel Stebelski do 6 batalionu telegraficznego na stanowisko dowódcy, mjr łącz. Zenon Konarski do Dowództwa Wojsk Łączności na stanowisko kierownika referatu, mjr łącz. mgr Leon Gołębiowski, do Dowództwa Wojsk Łączności i por. łącz. Mieczysław Antoni Wargałła do pułku radiotelegraficznego. Przed likwidacją dowództwa grupy w jej składzie dokonano zmiany na stanowisku I oficera sztabu, a mianowicie ppłk łącz. Aleksander Stanisław Kornel Stebelski został przybył z Centrum Wyszkolenia Łączności, a mjr łącz. Wincenty But ubył do CWŁącz na stanowisko zastępcy komendanta.
19 kwietnia 1939 po raz drugi zostało utworzone Dowództwo 1 Grupy Łączności w Warszawie. Dowództwo występowało wyłącznie w organizacji pokojowej wojska. Z chwilą zarządzenia mobilizacji uległo likwidacji. Na stanowisko dowódcy 1 GŁącz został wyznaczony ppłk łącz. Aleksander Stanisław Kornel Stebelski.
Dowódcy 1 Grupy Łączności zostały podporządkowane następujące oddziały i pododdziały łączności:
- pułk radiotelegraficzny w Warszawie (II batalion w Beniaminowie),
- kadra 2 batalionu telegraficznego w Krasnymstawie,
- kadra 8 batalionu telegraficznego w Toruniu,
- stacja radiotelegraficzna „C” (jednostka mobilizująca - pułk radio),
- stacja radiotelegraficzna „M” (pułk radio),
- stacja radiotelegraficzna ”G” (pułk radio),
- stacja radiotelegraficzna nr 1 w Warszawie Cytadeli (pułk radio[14],
- stacja radiotelegraficzna nr 5 w Starogardzie (2 pszwol[15]),
- stacja radiotelegraficzna nr 6 w Równem (kompania łączności 13 DP[16]),
- stacja radiotelegraficzna nr 7 w Kołomyi (49 pp[17])

oraz pododdziały łączności wielkich jednostek piechoty i kawalerii stacjonujące na terenie okręgów korpusów nr: I, II, IV, VI i VIII, w tym także kompanię łączności Centrum Wyszkolenia Piechoty w Rembertowie i szwadron łączności Mazowieckiej Brygady Kawalerii.
Dowództwa grup łączności zostały powołane „do inspekcjonowania oddziałów wojsk łączności (…) krótki okres istnienia uniemożliwił powyższym organom wykazanie się jakimikolwiek osiągnięciami”.
Stacje radiotelegraficzne nr 1 i 5-7 były radiostacjami stałymi głębokiego radiowywiadu. Razem z trzema radiostacjami oznaczonymi literami „C”, „M” i „G” pozostawały w bezpośredniej i wyłącznej dyspozycji Oddziału II Sztabu Głównego. Ostatnie z wymienionych były tzw. „grupami ruchomymi”, wyposażonymi w przyrządy goniometryczne. W  1939, w warunkach bezpośredniego zagrożenia ze strony Niemiec radiostacje  „C”, „M” i „G” zostały przeniesione z województw wschodnich na Pomorze i Śląsk Cieszyński. Prace wszystkich radiostacji koordynował Referat Radiowywiadu Biura Szyfrów.